# Canadas
Canadas hay gọi là Thượng và Hạ Canada là tên gọi chung của Thượng Canada và Hạ Canada, hai thuộc địa lịch sử của Anh ở Canada ngày nay. Cả hai đều được tạo ra bởi Đạo luật Hiến pháp năm 1791 và bị bãi bỏ vào năm 1841 với sự kết hợp của Thượng và Hạ Canada.
Tên của nó phản ánh vị trí của họ liên quan đến các đầu nguồn của sông Saint Lawrence, mối quan hệ tương tự như giữa Thượng Ai Cập và Hạ Ai Cập:
- Thượng Canada bao phủ những gì bây giờ là phần phía nam của tỉnh Ontario, và vùng đất giáp với vịnh Georgia và hồ Thượng[1].
- Hạ Canada bao phủ phần phía đông nam của tỉnh Québec, Canada ngày nay, và (cho đến năm 1809) vùng Labrador của tỉnh Newfoundland và Labrador[1] ngày nay.

## Lịch sử
Thuộc địa của Anh thuộc tỉnh Québec được chia theo Đạo luật Hiến pháp 1791 thành hai tỉnh riêng biệt, với sông Ottawa tạo thành một phần của biên giới.
Việc thành lập Thượng Canada là để đáp ứng mong muốn được thể hiện bởi những người định cư Trung thành của Đế chế Thống nhất đã đến cho các thể chế và luật pháp của Anh, đặc biệt là luật sở hữu đất đai của Anh.
Cấu trúc chính trị của các thuộc địa đã được thay đổi sau khi Báo cáo về các vấn đề năm 1838 của Lord Durham đề nghị họ sáp nhập vào một tỉnh thuộc địa duy nhất.
Hạ Canada, Thượng Canada và các cơ quan lập pháp của họ đã bị bãi bỏ bởi Đạo luật Liên minh Anh 1840 ngày 23 tháng 7 năm 1840 (bắt đầu có hiệu lực vào đầu năm 1841) và thống nhất là một thực thể chính trị, tỉnh Canada.